# Adam Doliński

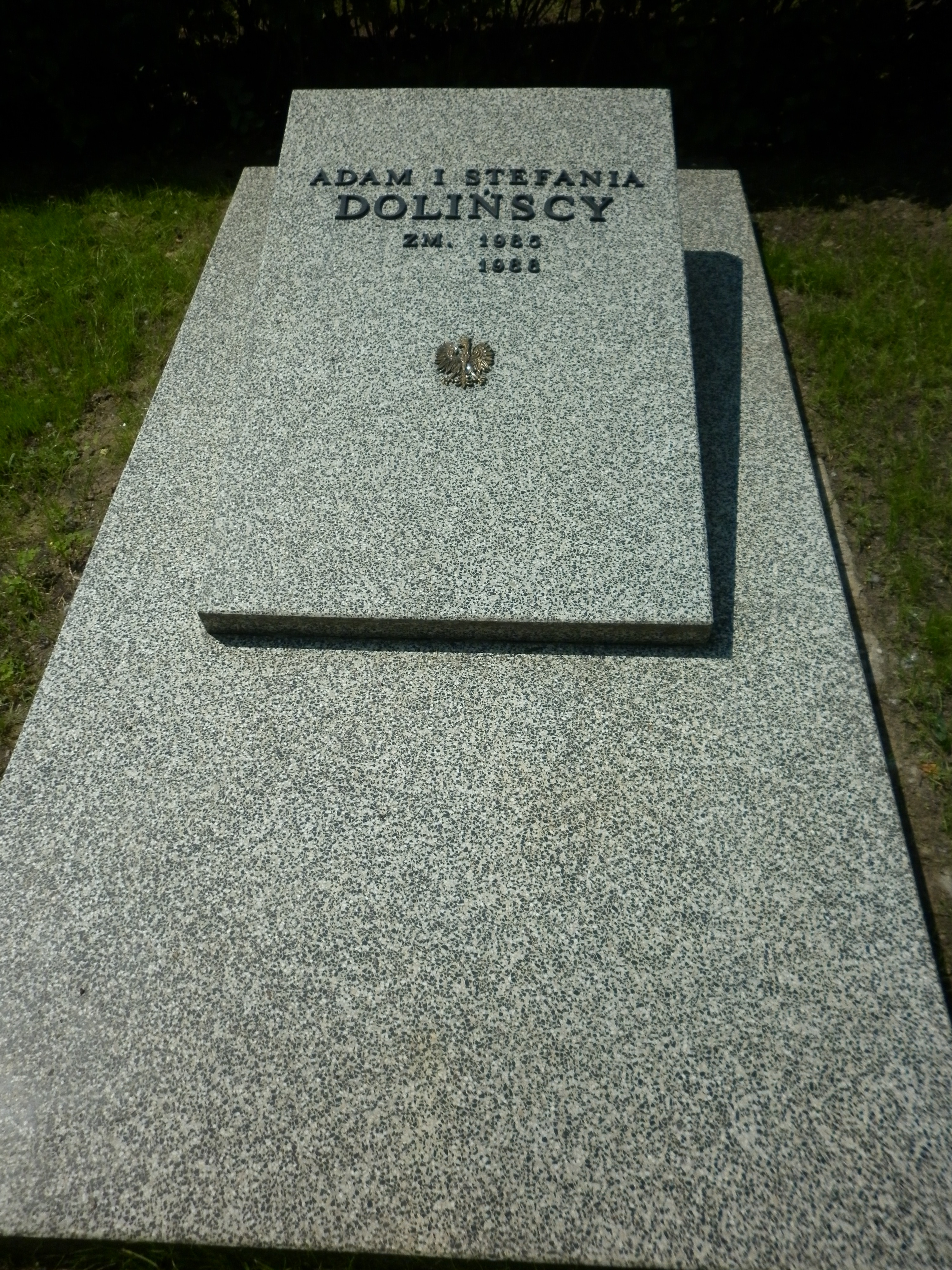
Grób Adama Dolińskiego na Cmentarzu Wojskowym

Adam Doliński pseud. Kostek, Sosna (ur. 1 listopada 1899 w Piotrkowie Trybunalskim, zm. 2 stycznia 1985) – działacz komunistyczny i związkowy, kierownik Wydziału Zawodowego KC PPR 1945–1948, wiceprzewodniczący Centralnej Komisji Kontroli Partyjnej (CKKP) 1950–1964, członek KC PZPR, poseł na Sejm PRL I kadencji 1952–1956.
W 1924 wstąpił do KPP. Działał również w ruchu związkowym – m.in. w latach 1929–1931 był przewodniczącym Zarządu Głównego Związku Zawodowego Hut Szklanych i Szlifierni Luster. Od 1931 był funkcjonariuszem KC KPP. Podczas wojny w ZSRR, gdzie 1943–1944 działał w ZPP. Od listopada 1944 do listopada 1945 przewodniczący Tymczasowej Komisji Centralnej Związków Zawodowych. Od maja 1945 do stycznia 1947 poseł do KRN. Od grudnia 1945 do grudnia 1948 kierownik Wydziału Zawodowego KC PPR. Po powstaniu PZPR (15 grudnia 1948) został członkiem jej Komitetu Centralnego (do czerwca 1964) i kierownikiem Wydziału Socjalno-Zawodowego KC PZPR (do czerwca 1949), a następnie sekretarzem Centralnej Rady Związków Zawodowych (CRZZ) (do sierpnia 1950). W latach 1952–1956 był posłem na Sejm PRL.
Uchwałą Prezydium KRN z 3 stycznia 1945 odznaczony Orderem Krzyża Grunwaldu II klasy. W lipcu 1964 otrzymał Krzyż Komandorski z Gwiazdą Orderu Odrodzenia Polski (1964). W grudniu 1983 wyróżniony Pamiątkowym Medalem z okazji 40 rocznicy powstania Krajowej Rady Narodowej (1983).
Pochowany na Cmentarzu Wojskowym na Powązkach (kwatera 32A-tuje-1).